# 貧酸素水塊

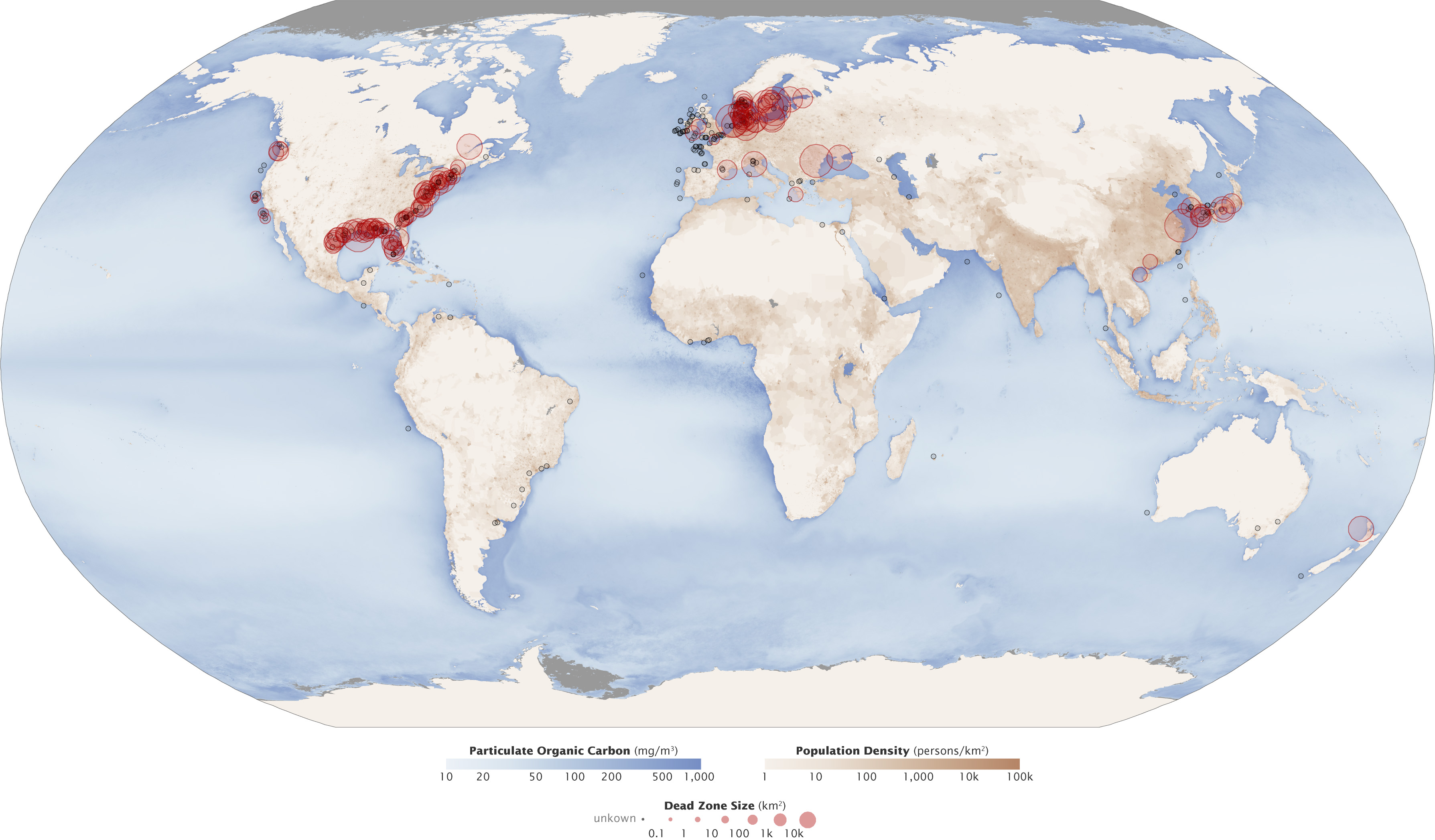
赤い丸は、貧酸素水塊水域（デッドゾーン）の場所と規模を表している。黒い点は規模が不明なデッドゾーンである。
海中生物が生息できない溶存酸素量低下水域の規模と数は、20世紀後半から爆発的に増加した。 - NASA Earth Observatory（2008）

貧酸素水塊（ひんさんそすいかい）とは、水中溶存酸素量が極めて不足している孤立した水塊、あるいはこのような水塊の占める水域（この水域を別名デッドゾーンという）のこと。
これらの移動により、海中あるいは海底に生息する生物の大量死（魚の大量死）が発生し、漁業や養殖業といった水産業において壊滅的な打撃をもたらすことがある。閉鎖的な内湾（東京湾、伊勢湾、三河湾、大阪湾など）でよく発生する。

## 定義
多くの魚介類は溶存酸素が 3 mg/L以上ないと生存が難しく、溶存酸素が少なくなってくると水面近くで口をパクパクする鼻上げ行動、逃避するような行動、痙攣などの異常行動がみられる。気象庁では、生物活動へ影響を生じる海中の酸素量を 70µmol/kg 以下と定義している。
島根県では、貧酸素状態を 3 mg/L 以下としている

## 貧酸素水塊の形成
海底に存在する急峻な窪みや、閉鎖的な内湾では一般的に水の流れが滞りやすい、また、夏季に成層（躍層（やくそう）とも。特にこの場合温度の違いにより形成されるため水温躍層と呼ぶ）が発達すると、表層の海水と底層の海水との密度差が大きくなり、上下の混合（鉛直混合）が起こりにくくなる。底層ではプランクトンの死骸など（有機物）が堆積し、その分解が盛んに行われるため、酸素が消費される。結果として、水流の滞った海底付近では極めて溶存酸素量の少ない貧酸素水塊が形成される。そこではさらに、酸素のまったく無い状態でも代謝を行う嫌気性細菌（ここでは硫酸塩還元細菌など）が、プランクトンの死骸に含まれる硫黄分や海水中の硫酸イオンを還元し多量の硫化水素あるいは硫化物イオンを生成し、これが海水に付与されるようになる。また、過剰に生成した硫化水素は水面に気泡として上昇してくることもあり、この状態になると、海上でも硫化水素特有の卵の腐ったような臭気が感じられるようになる。くわえて、硫化水素と底質（水底を構成する堆積物や岩のこと）との反応により生成する硫化物もかなり集積し、淡青色を呈するようになる。
条件にもよるが、海水と淡水の接する水域では、鉛直方向に塩分濃度の違いに基づく成層構造が形成されることがあり、これも鉛直混合を抑制する原因となることがある。このような躍層を塩分躍層と呼ぶ。
貧酸素水海中の海水を貧酸素水と呼ぶ。なお、完全に酸素が消費され尽くしたものは無酸素水、無酸素水塊 (英: anoxic waters) と呼び区別されることもある。

## 移動
このように形成された貧酸素水塊は、強い風や潮の流れの変化などに伴い海面付近に上昇してくる（湧昇）ことがあり、この場合、海中あるいは（主に浅瀬を中心とした）海底に生息する生物の大量死をもたらすことになる。なお、このように海面に現れた貧酸素水塊の中では、そこに含まれる硫化物が海面からの酸素供給あるいは酸素を含む海水との混合により酸化されて白色の結晶（硫黄と考えられる）を生じ、海面が乳青色を呈することから通常青潮（主に東京湾で使われる呼称）と呼ばれ、また、硫化水素の臭気から苦潮（主に三河湾）とも呼ばれる。ただし、これらの呼称はいずれも海水の性状に基づくため、特定の条件下で発生する赤潮をさす場合もある。
なお、青潮における呈色の原因からも分かるように、青潮と貧酸素水塊は必ずしも完全には一致しない。

## 被害発生の状況
貧酸素水塊中では、生物が生存できない程に溶存酸素が不足しているため、この中では多くの酸素呼吸を行う魚介類や底生生物が窒息死する。また、貧酸素水塊に含まれる硫化物も強い毒性を持っているため、これも大量死の原因となる。

## 要因
すでに述べたように、海底地形や潮の流れが大きく影響する。
また、生活廃水や工場廃水等の水域への流入によってもたらされる窒素やリン等の栄養塩の増加（富栄養化）は、植物プランクトンの大量発生をもたらすが、水域の水の流動性が低く海底地形が窪地等の閉鎖的な水域の場合は大量発生した植物プランクトンが海底に堆積し、結果的に貧酸素水塊の形成を促進する。
ただし、海底地形が自然な窪地であることで、貧酸素水塊が常時発生しやすく、生態系に良い影響を与えている場合もある。例えば、浜名湖北部の海底には水深10m程の窪地があり貧酸素水塊が常時発生している。この浜名湖北部の貧酸素水塊によって海底からリンが溶出することにより、都田川等の河川の豊富な栄養塩に合わさり、浜名湖北部表層で植物プランクトンが発生しやすく、主に中南部に広がる水深4m以浅の浅場に生息するアサリに豊富な餌を供給している。
多くの渦鞭毛藻のシストは無酸素条件下では発芽できない。何らかの原因で貧酸素水塊がなくなると、貝毒等の有毒渦鞭毛藻が増殖する契機に繋がると懸念されている。

## 対策
- 曝気・エアレーション・マイクロバブル
- エアカーテンによる青潮遮断
- 浚渫によるヘドロの除去（浚渫窪地により貧酸素水塊が生まれることもあり、逆効果の場合もある）
- 底質の被覆（覆砂など）
- 植生浄化